# Хименес, Гастон
Гасто́н Кла́удио Химе́нес (исп. Gastón Claudio Giménez; 27 июля 1991, Формоса, Аргентина) — парагвайский и аргентинский футболист, полузащитник клуба «Чикаго Файр» и сборной Парагвая.

## Карьера

### Клубная карьера
Хименес — воспитанник клуба «Альмиранте Браун». Его профессиональный дебют состоялся в сезоне Примеры B Насьональ 2011/12, когда он отыграл последние 15 минут в матче против «Росарио Сентраль» 1 октября 2011 года. 30 апреля 2012 года в матче против «Дефенса и Хустисия» забил свой первый гол в карьере. Провёл в клубе три сезона.
Летом 2014 года Хименес стал игроком «Атлетико Тукуман». За клуб сыграл 15 матчей и забил один гол.
В феврале 2015 года Хименес присоединился к клубу высшего дивизиона «Годой-Крус». Провёл в клубе три года.
В начале 2018 года Хименес перешёл в «Эстудиантес», после того как клуб приобрёл 50 % его прав, контракт был подписан на 4,5 года. Сыграл за клуб только девять матчей.
В июле 2018 года Хименес перешёл в «Велес Сарсфилд», подписав контракт на три сезона. Провёл в клубе два неполных сезона.
24 февраля 2020 года Хименес перешёл в клуб MLS «Чикаго Файр», подписав двухлетний контракт по правилу назначенного игрока с опцией продления ещё на один год. По сведениям аргентинской прессы сумма трансфера составила $4,3 млн. В главной лиге США он дебютировал 7 марта в матче против «Нью-Инглэнд Революшн», выйдя на замену на 63-й минуте вместо Брандта Бронико.

### Международная карьера
Хименес родился в Аргентине в семье выходцев из Парагвая. В ноябре 2018 года тренер сборной Аргентины Лионель Скалони вызвал Хименеса на два товарищеских матча со сборной Мексики. В первом матче, состоявшемся 16 ноября, он дебютировал за «Альбиселесте», заменив Джовани Ло Чельсо за две минуты до финального свистка. Был включён в предварительную заявку сборной на Кубок Америки 2019.
20 июля 2020 года Хименес подтвердил заявление тренера Эдуардо Бериссо о своей готовности выступать за сборную Парагвая. 28 сентября он был вызван на матчи квалификации чемпионата мира 2022 против сборных Перу и Венесуэлы. 8 октября в матче против Перу, выйдя в стартовом составе, дебютировал за Парагвай. 13 октября в матче против Венесуэлы забил свой первый гол за Парагвай, принеся победу с минимальным счётом.
Хименес был включён в состав сборной Парагвая на Кубок Америки 2021.